# Valle de las Navas
Valle de las Navas község Spanyolországban, Burgos tartományban. Valle de las Navas Hurones, Villayerno Morquillas, Quintanilla Vivar, Merindad de Río Ubierna, Carcedo de Bureba, Rublacedo de Abajo, Monasterio de Rodilla és Quintanapalla községekkel határos. Lakosainak száma 543 fő (2024).

## Népesség
A település népessége az utóbbi években az alábbiak szerint változott:
| Lakosok száma | 645  | 620  | 611  | 624  | 618  | 560  | 523  | 520  | 530  | 543  |
|               | 2001 | 2004 | 2006 | 2009 | 2011 | 2014 | 2016 | 2019 | 2021 | 2024 |